# 愛群閣
愛群閣（英語：Oi Kwan Court），是位於香港香港島灣仔區摩利臣山的一個屋苑，也是香港房屋協會第三個落成市區改善計劃屋苑，門牌號碼為愛群道28號，1980年落成及分階段入伙。該住宅是房協和當時的市政事務署合作興建而成，在完工後基座五層樓撥歸予香港政府，作為市政事務署辦事處和訓練學校、以及郵政局和郵差宿舍，其上的住宅除少部分是給受重建影響的市民優先購買外，剩餘的74個單位以市值價格公開發售。單位在公開發售部分外界反應熱烈，房協收到逾15,000宗申請，即每個單位有約兩百人爭奪，現時單位與其他同類計劃大部分樓宇一樣，可以透過自由市場公開發售，並無任何申請資格和轉讓限制。

## 歷史
由摩利臣山舊樓重建而成的愛群閣樓高26層，其中住宅部分21層，每層七個單位，共147個單位，佔地面積1130平方米，1976年4月動工，是房協繼西環美新樓、賴恩樓後的市區改善計劃項目，住宅部分由房協承擔費用，建造費用1,400萬港元。至於基座設有市政事務署辦事處和訓練學校（2000年後改為食物環境衛生署辦事處）、以及摩利臣山郵政局和郵差宿舍，基座建造費用由市政事務署承擔，並交由房協一併建造。
1978年中，房協率先讓轄下的出租屋邨居民，及其他受市區改善計劃影響的市民申請愛群閣單位。他們會獲最低七折樓價優待，惟購買後五年內不得轉售，若是房協居民更需交出原先租住之單位。1979年9月，房協公佈剩下74個單位將撥入公開發售部分，單位建築面積444至816平方英尺，實用面積342至629平方英尺，售價282,000至521,500港元，即每平方英尺約820港元。房協最後收到收到逾15,000宗申請，即每個單位有約兩百人爭奪，需要在9月27日進行抽籤選出買家。
愛群閣在1980年落成，3月24日獲得入伙紙，而市政事務署灣仔辦事處率先在7月25日遷入。不過因涉及住戶和港府的公共契約未完成，住宅部分要延至11月下旬才開放予買家入住。另外有買家實地視察後，批評牆壁太厚以致實用面積太小（只有建築面積不足七成），以及有些房間窗戶太小甚至沒有窗戶等等。
愛群閣位處在摩利臣山山腳位置，鄰近摩利臣山游泳池和伊利沙伯體育館，地理上亦十分接近鵝頸街市及跑馬地馬場，部分高層單位更可眺望馬場景觀。而房協後來一度計劃再跟市政事務署和醫務衛生署，在西環和鴨脷洲興建類似愛群閣的項目，惟最終不了了之。

## 途經之公共交通服務
港鐵
- █  港島綫：銅鑼灣站A出口

電車
- 摩理臣山道

巴士
途經摩理臣山道北行立德里站的專營巴士路線資料
站柱1： 2467A (往中西區）西行路線:
[[城巴1號線]] [[跑馬地（上)]] 往 摩星嶺 每天服務新巴1M	↺黃泥涌峽	會展站 每天服務● 城巴	37A	置富花園	中環↺	每天服務● 城巴	75	深灣	往 中環（交易廣場）	每天服務● 城巴	90	鴨脷洲邨	往 中環（交易廣場）	每天服務● 城巴	97	利東邨 往 中環（交易廣場）	每天服務●
站柱2： 2467B （城巴，往銅鑼灣、筲箕灣、九龍東、沙田) 城巴	72	華貴邨 往 銅鑼灣 ( 摩頓台 )	每天服務● 城巴	72A	深灣	銅鑼灣（摩頓台）	每天服務● 城巴	77 田灣	筲箕灣	每天服務● 城巴	96 利東邨	銅鑼灣（摩頓台）	每天服務● 九巴、城巴	170＃	華富（中）	沙田站	每天服務● 城巴	592	海怡半島	銅鑼灣（摩頓台）	每天服務● 九巴、城巴	671＃	鴨脷洲（利樂街）	鑽石山站	每天服務● 九巴、城巴	N170	華富（中）	沙田市中心	每天通宵服務
站柱3： 2467C （圖）（新巴） 新巴	15B	山頂	往 灣仔（會展新翼）	假日下午至晚間服務，經銅鑼灣● 新巴	38	置富花園	往 北角碼頭	每天服務● 新巴	42	華富（南）往 北角碼頭	每天服務，經香港仔隧道● 新巴	42C	數碼港 往 北角碼頭	週一至五下午繁忙時間回程● 新巴	65  赤柱市集 往 北角碼頭 假日上午至黃昏服務，經香港仔隧道●

## 鄰近
- 摩利臣山游泳池、伊利沙伯體育館
- 鄧肇堅維多利亞官立中學、聖公會鄧肇堅中學
- 香港專業教育學院摩理臣山分校
- 鄧肇堅醫院
- 跑馬地馬場

## 外部連結
- 愛群閣 （页面存档备份，存于），香港房屋協會